# Musée Dupleix de Landrecies
Pour les articles homonymes, voir Dupleix.
Le musée Joseph François Dupleix est situé à Landrecies.